# Asphondylia ononidis
Asphondylia ononidis är en tvåvingeart som beskrevs av Friedrich Hermann Loew 1873. Asphondylia ononidis ingår i släktet Asphondylia och familjen gallmyggor. Inga underarter finns listade i Catalogue of Life.